# Ingvar Kamprad
Feodor Ingvar Kamprad (Älmhult, 30. ožujka 1926. — Liatorp, Småland, 27. siječnja 2018.) bio je švedski industrijalac, osnivač međunarodne tvrtke IKEA, bio je jedan od najbogatijih ljudi na svijetu (bogatstvo procjenjuje Forbes, na 3,3 milijarde dolara).
Kao mali dječak počeo je prvo prodavati šibice pa ribu, božićne ukrase, olovke i dr. U 17. godini, osnovao je IKEA-u 1943. (ime je akronim od riječi: Ingvar, Kamprad, Elmtaryd (obiteljska farma), Agunnaryd (susjedno selo). Do danas IKEA ima 285 trgovina u 37 država svijeta. Prvi prodajni centar je otvoren 1958. u Švedskoj. Nedugo nakon toga, centri se otvaraju i u Norveškoj i Danskoj. Sedamdesetih godina 20. stoljeća počela su otvaranja u ostalim dijelovima Europe i svijeta. Najveće tržište IKEA danas ima u Njemačkoj, gdje je otvoreno 43 prodajna centra. IKEA je poznata po pristupačnim cijenama, specifičnom dizajnu i katalogu, koji se godišnje proizvede u 200 milijuna primjeraka. 
Od 1976. živi u Lausannei u Švicarskoj, ali ipak naglašava svoje domoljublje prema Švedskoj. Imao je problema s alkoholizmom, ali se izliječio.
Godine 1994. otkrivena je njegova fašistička prošlost. Tijekom Drugog svjetskog rata, bio je član švedske političke stranke, koja je podržavala naciste. Tražio je nove članove i financijski pomagao stranku. U svojoj knjizi priznao je, da je to bila jedna od stvari u životu, zbog kojih se najviše srami. Pomagao je financijski židovske organizacije, da se iskupi.